# Järpe
För andra betydelser, se Järpar
Järpe (Tetrastes bonasia) är en liten skogshöna inom familjen fasanfåglar. Den är en stannfågel som häckar i ett bälte från Skandinavien över Ryssland, till Kina och Japan. Fågeln förekommer också lokalt i norra Europa. Järpen är brunspräcklig och lever uteslutande i barrskog.

## Utseende och läte
Järpen är 34–39 cm lång och har ett vingspann på 48–54 cm. På ovansidan är den grå, delvis med rödbrun anstrykning och på huvudet, nacken och ryggen har den svartaktiga tvärstreck. På nedre delen av ryggen och övergumpen är den mest grå. Vingpennorna är gråbruna och stjärten grå med brun vattring. Alla stjärtpennorna, utom de mellersta, har ett brett svart tvärband innanför den gråvita spetsen. 
Hanen har en svart och honan en rostbrun strupe, i övrigt är de undre kroppsdelarna spräckliga i brunt, svart och vitt. Den brunaktiga tofsen på huvudet är hos hannen tydligt framträdande, men hos honan knappast märkbar. Hanen har en svart hakklapp med vit kant och ett fint rött ögonbrynsstreck. Honan har istället en brunvattrad haka.
Den har en visslande sång med en rytmisk ramsa med en lika hög frekvens som exempelvis kungsfågel.

## Utbredning och systematik

### Utbredning
Järpe är en stannfågel som häckar i ett bälte från Skandinavien över Ryssland och bort till Kina och Japan. Den förekommer också i vissa delar av Europa som exempelvis Tyskland, Polen, Tjeckien, Slovakien, Ungern, Slovenien och Kroatien.

### Underarter
Järpen delas här in i elva underarter med följande utbredning:
- Tetrastes bonasia rhenanus – nordöstra Frankrike, Luxemburg, Belgien och västra Tyskland
- Tetrastes bonasia styriacus – Alperna och södra Polen till Ungern
- Tetrastes bonasia schiebeli – Balkanhalvön
- Tetrastes bonasia rupestris – södra Tyskland och Tjeckien
- nordeuropeisk järpe[6] Tetrastes bonasia bonasia – västra och södra Skandinavien och centrala Polen österut till Uralbergen
- finnjärpe[6] Tetrastes bonasia griseonota – norra Sverige
- Tetrastes bonasia sibiricus – Sibirien till västra Himalaya och norra Mongoliet
- Tetrastes bonasia kolymensis – östra Sibirien
- Tetrastes bonasia amurensis – nordöstra Kina till norra Korea
- Tetrastes bonasia yamashinai – Sachalin
- Tetrastes bonasia vicinitas – Hokkaido

### Förekomst i Sverige
I Sverige häckar två underarter av järpe, bonasia i södra delen och griseonota i norra. Arten förekommer från Småland till Lappland, dock inte i fjällen. Den är talrikast i Norrlands skogstrakter. Järpen är den minsta arten av skogshöna i Sverige.

### Systematik

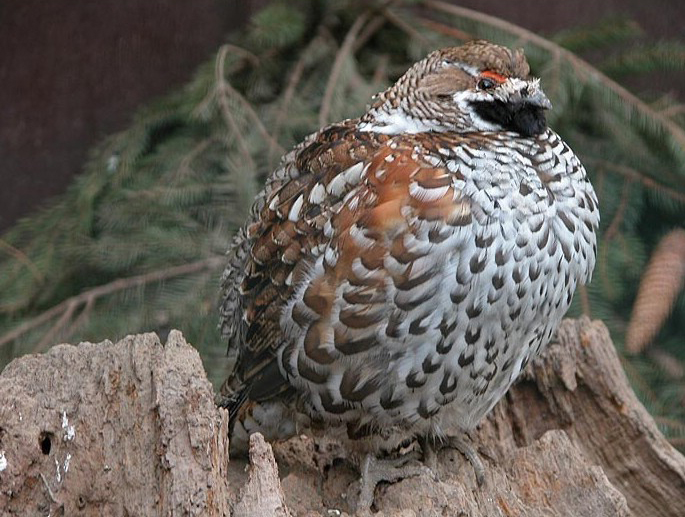
Järpe i fågelhägn.

Traditionellt placeras järpen tillsammans med kinesisk järpe och amerikanska arten kragjärpe i släktet Bonasa. DNA-studier visar dock att de inte är varandras närmaste släktingar. Eftersom kragjärpen är typart för Bonasa har därför järpen, liksom dess nära släkting kinesisk järpe, lyfts ut till ett annat släkte, Tetrastes. Vissa auktoriteter placerar dock fortfarande järpen i Bonasa.

## Ekologi

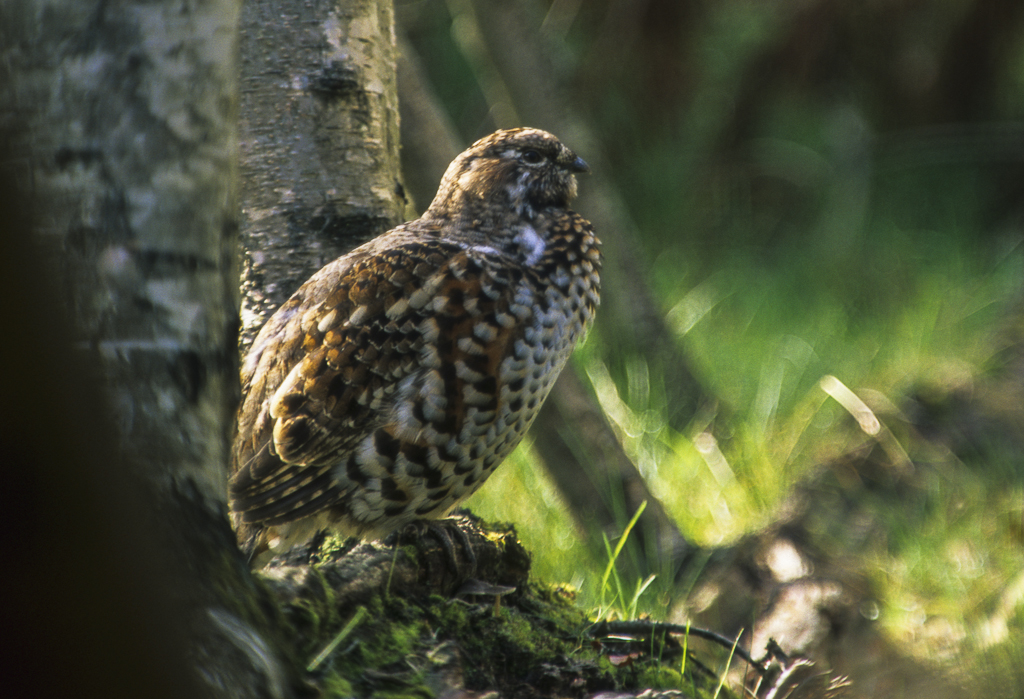
Järpe fotograferad sommartid i Tyskland.

Järpen är mycket stationär, företar inga vandringar och slår sig inte heller samman i större flockar under vintern, som många andra hönsfåglar. Den uppehåller sig mycket på marken och trycker vid fara, men till skillnad från övriga skogshöns i Sverige, flyger den upp med bullriga vingslag när man befinner sig ett tiotal meter ifrån fågeln och den tar vanligen sin tillflykt i träden.

### Biotop
Järpen lever i sluten barrskog, främst granskog med inblandad björk och al, och helst mark med kärr och bäckar. Ganska ofta befinner de sig på marken i skugga på platser med rik undervegetation i en zon där hedmark övergår i myr eller annan våtare och snårigare mark.

### Häckning

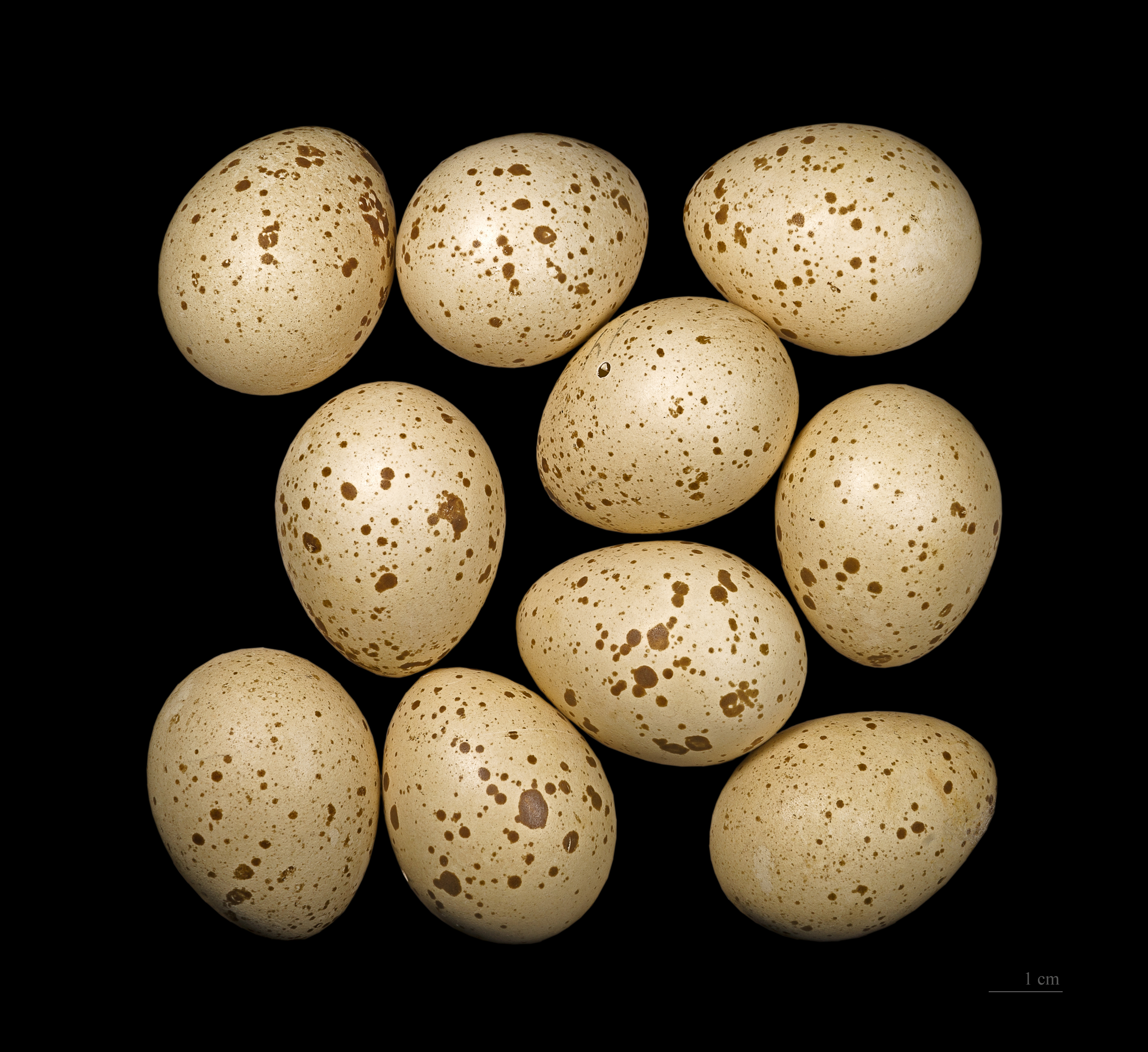
Ägg av järpe ur Muséum de Toulouses samling.

Järpen är monogam. Redan på hösten, sedan kullarna blivit utvuxna, fördelar sig järparna parvis och lever så över vintern. Hannen och honan lockar varandra med ett fint visslande eller kvittrande läte. Parningstiden börjar i april och de gör sitt enkla reda på marken. De får 8–12 ägg, som till färgen är brungula med bruna fläckar och streck, är oftast färdiglagda i slutet av maj. Efter tre veckors ruvning kläcks ungarna, och sedan dessa blivit något vuxna och flygfärdiga, vänder hannen, som lämnat honan efter parningstidens slut, tillbaka till familjen, som sedan håller ihop till senhösten. 

### Föda
Järpens föda utgörs av åtskilliga vegetabilier, såsom frön, bär, knoppar och späda blad, men den förtär även insekter, insektslarver, puppor och maskar, i synnerhet matas de späda ungarna med insekter; på vintern bildar björkknopp den förnämsta födan.

## Järpen och människan

### Etymologi
Järpe kommer från fornsvenska iarphe, som enligt Svensk etymologisk ordbok (1922) är besläktat med isländskans jarpi, som är substantiverat av jarpr, som betyder brun.
Namnet är enligt samma källa besläktat med litauiskans ėrubë med samma betydelse, och lettiskans irpe (rapphöna). Det är också avlägset besläktat med djurnamnen järv, rapphöna, ripa, och sannolikt även med räv. Djurnamnen björn och hare är inte besläktade, men har bildats på liknande sätt.

### Status och hot
Järpens utbredningsområde uppskattas till mer än 10 miljoner km² och antalet vuxna individer till 13,4–23,2 miljoner. På grund av dess stora utbredningsområde och stora population bedöms art inte vara hotad utan kategoriseras som livskraftig (LC) av IUCN. Den tros dock minska i antal och i delar av utbredningsområdet är den hotad, till exempel i centrala Europa och delar av Kina, där arten är skyddad och inte får jagas. I Sverige minskar den märkbart i antal och listas sedan 2020 som nära hotad på Artdatabankens rödlista.

### Jakt
Huvudartikel: Småviltjakt
Järpe är en populär skogsfågel för jakt inom stora delar av utbredningsområdet. Illegal jakt i sådana områden förekommer ibland. Nationella regler för jakt gäller i länder där jakt är tillåten. Järpe jagas både för sporten och köttets skull i norra Europa. I Ryssland jagas den främst för köttets skull. Det finns olika jaktmetoder, en metod är att jägaren använder sig av en speciell pipa som härmar fågelns läte för att locka fram den. Jakt med pipa praktiseras främst av europeiska jägare, i Skandinavien och Ryssland. I den boreala zonen är jakt med hund på hösten vanligt. Jakt med snaror och fällor förekommer i Ryssland. I Japan är jakt på järpe för sportens skull populärt, men jakten har kraftigt minskat på grund av att järpen blivit sällsyntare i Japan.

#### Jakt i Sverige
Jakt på järpe förekommer i Sverige främst i de norra landskapen där jakttiden är 25 augusti till 15 november. Söder om Värmlands-, Örebro-, Södermanlands län är jakttiden 25 augusti till 30 september och i Skåne och på Gotland är järpen fridlyst. När man jagar järpe använder man en pipa och visslar för att locka fram fågeln. Lockpipan, "järppipan", kan vara tillverkad av metall, vingbenet av en orre eller en grankvist. Största konsten vid denna form av jakt är dels att rätt härma järpens läte, dels att upptäcka fågeln. Om man förmår uppfatta järpens högfrekventa visslingar är det inte alltför svårt att upptäcka fåglarna innan de skräms på flykt. I Norrland har man också tidigare fångat järpe i snaror. 
Järpens kött betraktas som synnerligen välsmakande och skattas högre än många andra hönsfåglars.